# Följdparadoxen
Följdparadoxen är en paradox som följer av observationen att man inom klassisk logik alltid får ett giltigt argument när premisserna är inkonsistenta; med andra ord, inkonsistenta premisser implicerar vilken slutsats som helst. Detta tycks paradoxalt då det innebär att det följande är ett giltigt argument:
- Det regnar
- Det regnar inte

alltså
- Göran Persson är påve

## Att förstå paradoxen
Giltighet definieras inom klassisk logik på följande vis: Ett logiskt argument (bestående av premisser och en slutsats) är giltigt om och endast om det inte finns någon möjlig situation där alla premisser är sanna och slutsatsen är falsk.
Ett exempel på ett sådant argument är:
- Om det regnar så existerar vatten (första premissen, alltid sann)
- Det regnar (andra premissen)
- Vatten existerar (slutsats)

I detta exempel finns det ingen möjlig situation där premisserna är sanna medan slutsatsen är falsk. Eftersom det inte existerar några motexempel så är argumentet giltigt.
Men man skulle kunna konstruera ett argument där premisserna är inkonsistenta. Detta skulle uppfylla kriteriet för ett giltigt argument eftersom det inte skulle finnas någon möjlig situation där alla premisser är sanna och slutsatsen är falsk.
Ett exempel på ett argument med inkonsistenta premisser är följande:
- Äpple är en frukt (första premissen, sann)
- Äpple är inte en frukt (andra premissen, falsk)
- Göran Persson är påve (slutsats, obevisbar)

Eftersom det inte finns några möjliga situationer där båda premisserna kan vara sanna så finns det ingen möjlig situation där premisserna kan vara sanna och slutsatsen falsk. Alltså är argumentet giltigt oavsett vilken slutsatsen är; ur inkonsistenta premisser följer alla slutsatsers sanning.

## Förklaring av paradoxen
Anledningen till att paradoxen känns underlig, att det är just en paradox, är att definitionen av giltighet inom klassisk logik inte överensstämmer med vardagligt användande av den. I dagligt tal implicerar "giltighet" att premisserna är konsistenta. Föreslagna förbättringar av begreppet logisk giltighet innefattar strikt implikation och relevant implikation.